# IC 4724
IC 4724 ist eine Spiralgalaxie vom Hubble-Typ Sc? im Sternbild Pfau am Südsternhimmel. Sie ist schätzungsweise 171 Millionen Lichtjahre von der Milchstraße entfernt.
Das Objekt wurde am 27. August 1900 von DeLisle Stewart entdeckt.